# Das Licht der Liebe (1954)
Das Licht der Liebe (Titel in der Bundesrepublik Deutschland: Wenn du noch eine Mutter hast) ist ein österreichischer Spielfilm in Schwarzweiß aus dem Jahr 1954 von Robert Adolf Stemmle. Das Drehbuch stammt von Gerhard Menzel. Die Hauptrollen sind mit Paula Wessely, Erich Auer, Heinrich Schweiger, Albert Rueprecht und Waltraud Haas besetzt. Im Kino konnte man das Werk erstmals am 24. Juni 1954 in der Bundesrepublik Deutschland sehen, in seinem Produktionsland dagegen erst zwei Monate später.

## Handlung
Der Film spielt kurz nach dem Zweiten Weltkrieg. Das Ehepaar Joseph und Käthe Zeller lebt mit den Kindern Felix, Paul, Walter und Franziska auf einem österreichischen Gutshof. Bei einem Familienausflug tritt der Vater auf eine Tellermine und wird tödlich verletzt. Beim Ordnen seiner Hinterlassenschaft muss Käthe erkennen, dass ihr Mann nicht gerade solide gewirtschaftet hat. Mit dem Rest ihres Geldes zieht sie mit den Kindern nach Wien um und kauft dort eine kleine Wäscherei.
Neun Jahre später ist aus dem kleinen Kellergeschäft eine Großwäscherei geworden. Pauls leichtsinnige Mutprobe aus der Kindheit hat im Laufe der letzten Jahre dazu geführt, dass der inzwischen große Junge blind geworden ist. Ihrem Sohn Felix schärft Käthe ein, das Wäschermädchen Martina zu heiraten, nachdem es von ihm schwanger geworden ist. Den verwöhnten Walter, der seine Nächte als Musiker in Bars verbringt, weist sie schweren Herzens aus dem Haus, damit er endlich selbständig werden soll. Franzi erlebt ihren ersten Liebeskummer und wird von der Mutter getröstet.
Um ihren Sohn Paul vor lebenslanger Blindheit zu bewahren, spendet ihm Käthe im Rahmen einer gefährlichen Operation die Hornhaut eines Auges. Am Ende finden alle Kinder voller Dankbarkeit und Demut zu ihrer geliebten Mutter zurück.

## Ergänzungen
Der gleiche Stoff wurde bereits 1939 von Regisseur Gustav Ucicky unter dem Titel Mutterliebe verfilmt. Die Neuverfilmung entstand im Atelier in Wien-Sievering. Die Außenaufnahmen stammen aus Wien und Umgebung. Die Bauten wurden vom Filmarchitekten Felix Smetana entworfen. Der Modeschöpfer Fred Adlmüller steuerte die Kostüme bei. Willy Schmidt-Gentner komponierte die Musik. Die musikalische Begleitung übernahmen die Wiener Symphoniker unter der Leitung des Komponisten. Es tanzten Mitglieder des Wiener Staatsopernballetts. Der Film wurde auch bei den IV: Internationalen Filmfestspielen Berlin und bei den VIII. Internationalen Filmfestspielen Locarno gezeigt.

## Kritik
Das Lexikon des internationalen Films zieht folgendes Fazit: „Eine aufdringlich melodramatische Wiederverfilmung des Rührstücks ‚Mutterliebe‘ von 1939. […] Die banale Geschichte, die einem Illustriertenmagazin entstammen könnte, wird allein aufgewertet durch die außergewöhnliche Darstellung von Paula Wessely, was gelegentlich regelrecht zur Belastung für den Film wird: ihr präziser Stil gerät kraß in Gegensatz zu der Durchschnittlichkeit mancher Szene.“

## Quelle
- Programm zum Film: Das Neue Film-Programm, erschienen im gleichnamigen Verlag von H. Klemmer & Co., Neustadt an der Weinstraße, ohne Nummernangabe